# Osteodystrophie der Meerschweinchen
Die Osteodystrophie der Meerschweinchen ist eine Skeletterkrankung der Hausmeerschweinchen, bei der den Knochen Calcium entzogen wird, die Knochengrundsubstanz (Osteoid) abgebaut und durch instabiles Bindegewebe ersetzt wird. Die Erkrankung kommt gehäuft nur bei Satin-Meerschweinchen vor und ist hier vermutlich genetisch bedingt. Nur selten kommt eine Osteodystrophie auch bei Meerschweinchen ohne diese Besonderheit der Behaarung vor, dann ist sie zumeist Folge einer langanhaltenden Calciumunterversorgung oder einer chronischen Niereninsuffizienz.

## Klinisches Bild
Bei der Osteodystrophie sind vor allem die Kiefer- und/oder Oberschenkelknochen betroffen. Sie führt zu einer Instabilität des Skeletts mit erheblichen Schmerzen, Haltungsstörungen (Abspreizen der Beine im Liegen), Bewegungsstörungen (abwechselndes Belasten, hoppelnder Gang, bis hin zur vollständigen Bewegungsunfähigkeit) und Schwierigkeiten bei der Futteraufnahme (Bevorzugung von Weichfutter, Verdauungsstörungen, später Abmagerung). Die Krankheit kann durch Röntgenaufnahmen schon vor Auftreten dieser Symptome festgestellt werden.
Der Krankheitsverlauf ist sehr variabel. Bei einigen Tieren sind bereits in einem Alter von 10 bis 12 Monaten so hochgradige Krankheitserscheinungen ausgebildet, dass sie eingeschläfert werden müssen. Bei anderen verläuft die Knochenentkalkung so langsam, dass sie trotz röntgenologisch nachgewiesener Osteodystrophie ein normales Alter erreichen, ohne jemals Symptome zu zeigen.

## Behandlung
Eine Behandlung der Erkrankung ist nicht möglich, eine Gabe von Calcium hat keinen Effekt auf das Fortschreiten der Krankheit. Im fortgeschrittenen Stadium ist eine Einschläferung angebracht, um dem Tier starkes Leiden zu ersparen. Eine Vermeidung der Osteodystrophie durch Zuchtauswahl ist kaum möglich, da sie meist erst in einem Alter nachgewiesen werden kann, in dem Zuchttiere längst Nachwuchs produziert haben. Die Kleintierklinik der Freien Universität Berlin, an der die entsprechenden Untersuchungen durchgeführt wurden, riet bis zu einer endgültigen Klärung des Problems von einer weiteren Zucht von Satinmeerschweinchen aus tierschützerischen und medizinischen Gründen ab.